# Les Bêtes (court métrage)
Pour plus de détails, voir Fiche technique et Distribution.
Les Bêtes est un film d'animation de court métrage américain réalisé par Michael Granberry, sorti en 2024.

## Fiche technique
- Titre original : Les Bêtes
- Réalisation : Michael Granberry
- Scénario : Michael Granberry
- Animation :
- Musique : Lito Velasco
- Son :
- Production : Michael Granberry
- Sociétés de production :
- Sociétés de distribution :
- Pays de production :  États-Unis
- Langue originale : anglais
- Format :
- Genre : animation
- Durée : 11 minutes 38 secondes
- Dates de sortie :
  - États-Unis : 3 mai 2024 (Dallas)
  - Canada : 3 août 2024 (Montréal)
  - France : 11 janvier 2025 (Lyon)

## Distinctions
- Festival international du film d'animation d'Annecy 2025 : Prix du jury pour un court métrage.